# Haus Vercken

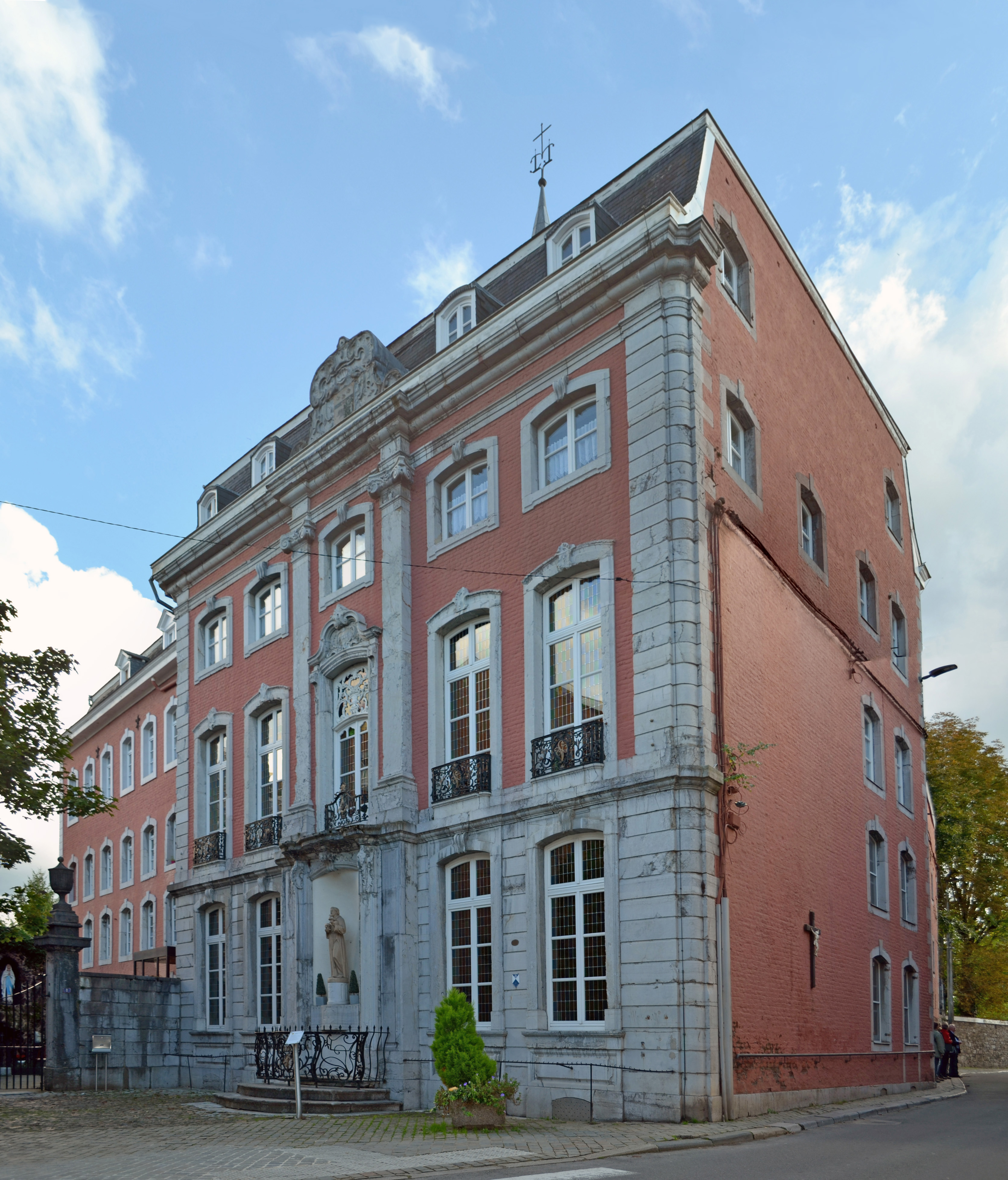
Haus Vercken, Ansicht von Nordwesten

Das Haus Vercken, umgangssprachlich auch Klösterchen genannt, ist ein barockes Bürgerhaus im Zentrum der belgischen Stadt Eupen. Das Gebäude mit der Adresse Marktplatz 1 ist heute ein Kloster der Franziskanerinnen von der Heiligen Familie und steht unter der Bezeichnung Haus Marktplatz 1 seit dem 25. Februar 1950 als Kulturdenkmal unter Denkmalschutz.

## Geschichte

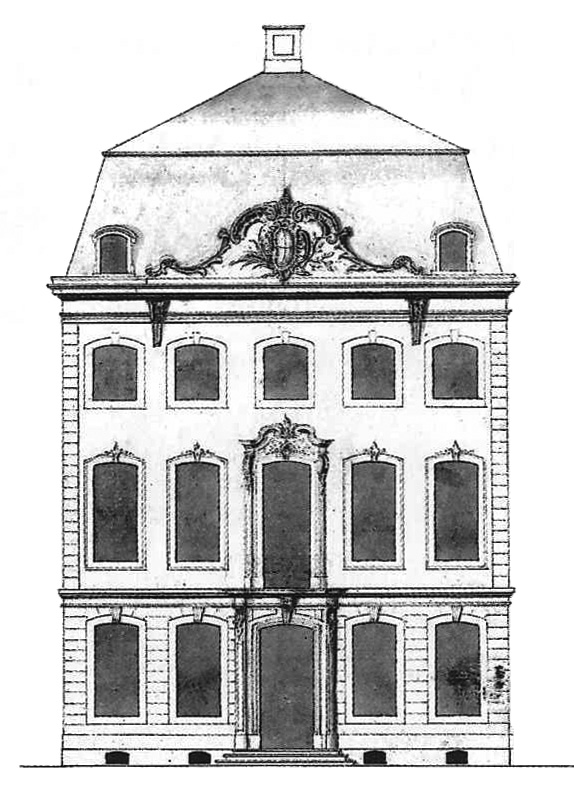
Couven-Entwurf für ein Bürgerhaus in Ecklage

Das Haus wurde von 1748 bis 1752 nach Plänen des Aachener Baumeisters Johann Joseph Couven für den Tuchfabrikanten Leonhard Vercken errichtet, der den Neubau 1753 bezog. Im Jahr 1770 war das Unternehmen Leonhard Vercken & Cie. Eigentümer, dem ab 1787 der Kaufmann Gerhard Nikolaus Vercken folgte. 1826 war das Haus Eigentum der Witwe Mostert. Danach gehörte es 1832 Johann Anton Joseph Oetgen und ab 1835 Hermina Katharina Oetgen. 1836 durch Johann Christian Jeghers erworben, gelangte Haus Vercken nach Jegehers Tod 1856 wahrscheinlich an seine Tochter Elise, die mit dem Aachener Nadel- und Tabakfabrikanten Stephan Beissel verheiratet war. Als Witwe verkaufte sie das Haus am 18. Dezember 1856 an die Kongregation der Franziskanerinnen von der Heiligen Familie, vertreten durch Maria Katharina Bree und Katharina Josephine Koch.
Die Klosterschwestern nutzten das Gebäude von 1857 bis 1875 als Mutterhaus, ehe dieses infolge des Kulturkampfes ins belgische Löwen verlegt wurde. Zugleich betreuten die Nonnen dort alte Damen. Anfang der 1980er Jahre ließ die Ordensgemeinschaft im ehemaligen Klostergarten ein neues Altenheim errichten, indem sie ein aus dem Jahr 1857 stammendes Gebäude ersetzen ließ. Der Neubau wurde 2005 noch einmal erweitert. Seit dem 13. April 1994 dient das Haus auch wieder als Sitz der Ordensleitung. Sie initiierte eine Restaurierung des Gebäudes, die 1997 abgeschlossen wurde.

## Beschreibung

### Architektur

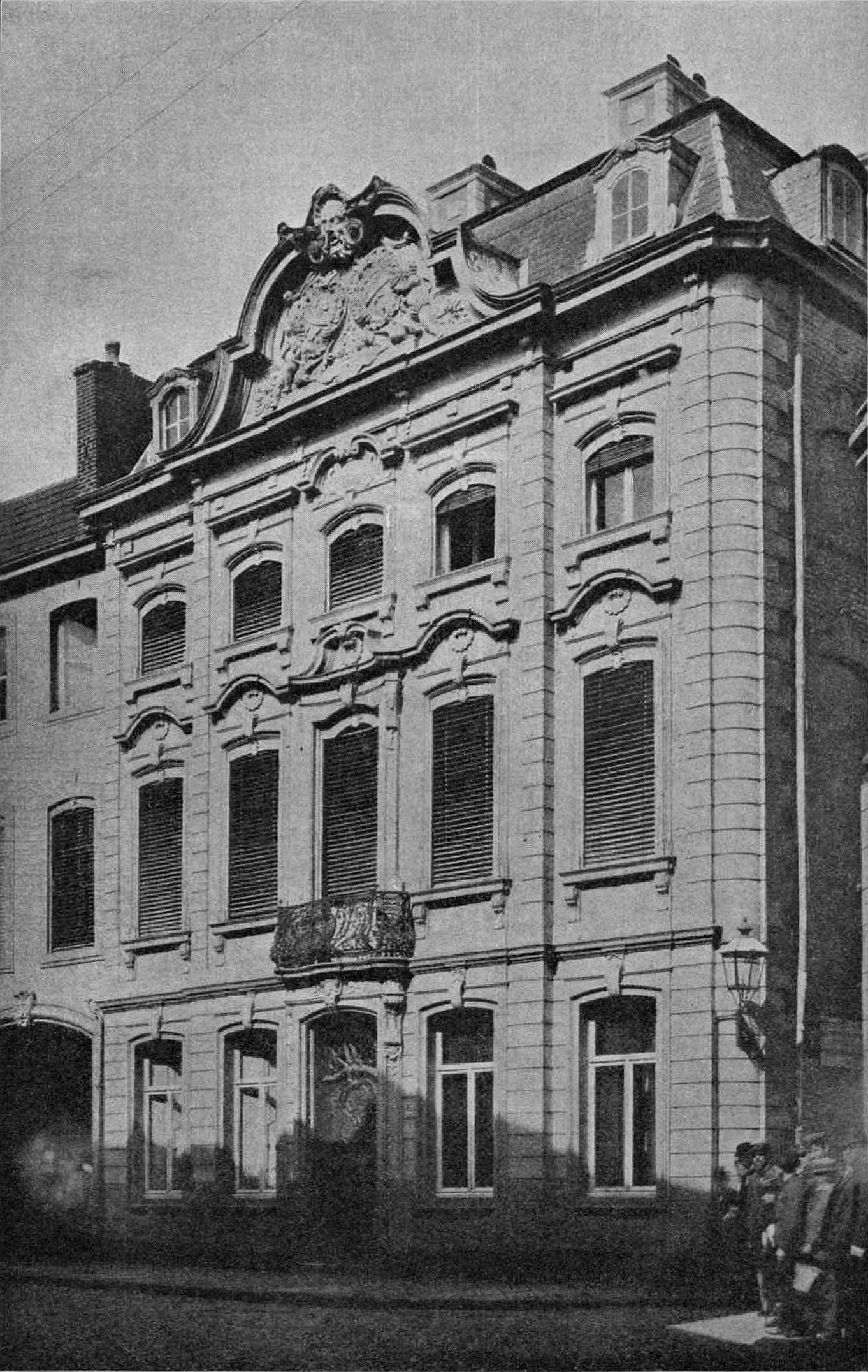
Das dem Haus Vercken ähnliche Wespienhaus in Aachen, vor 1900

Haus Vercken besteht aus einem Hauptbau mit schiefergedecktem Mansarddach, dem sich nach Südosten und Süden Flügelbauten anschließen. Sein Aussehen erinnert an das 15 Jahre zuvor fertiggestellte Wespienhaus in Aachen. Das Gebäude zeigt maasländische und mainfränkische Elemente und vereinigt somit den Stil des Lütticher Régence mit dem des süddeutschen Barocks. Zur Zeit seiner Errichtung war die Bauform eigentlich schon veraltet, denn zu jener Zeit waren bereits dreiflügelige Bürgerhäuser mit Ehrenhof wie zum Beispiel das Haus Grand Ry in Mode.

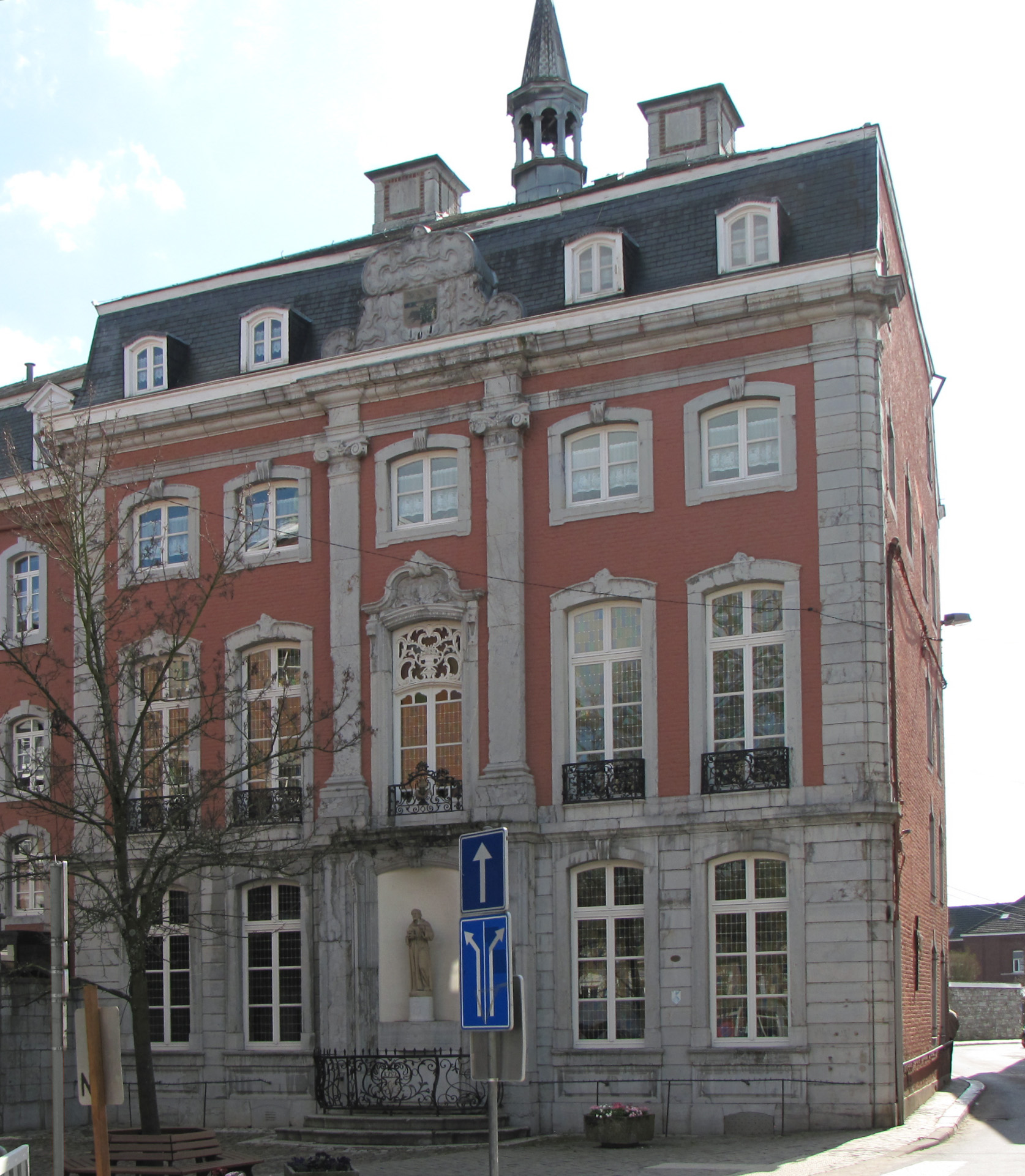
Nordfassade des Hauses Vercken

Der Haupttrakt besitzt drei Geschosse, von denen das zweite Obergeschoss als Mezzanin ausgebildet ist. Die nach Norden ausgerichtete Schaufassade ist durch Fenster in fünf Achsen unterteilt. Im rustizierten Erdgeschoss zeigt sie behauene Blausteinquader, während das Mauerwerk der oberen Etagen aus rot gestrichenen Ziegeln besteht und Eckquaderungen in Zahnschnittfolge hat. Die stichbogigen Fenster besitzen eine Rahmung aus Blaustein mit einem skulptierten Keilstein. Die Mittelachse der Nordfassade ist von Pilastern aus Blaustein eingefasst, die im zweiten Obergeschoss unter dem kräftig profilierten Traufgesims in ionischen Kapitellen enden. Auf Dachhöhe trägt das Gesims einen geschweiften Giebel in Rokokoformen, dessen Giebelfeld das Wappen der Familie Vercken zeigt. Die Mittelachse des Gebäudes findet ihren oberen Abschluss in einem oktogonalen Glockentürmchen, das von einem Kreuz bekrönt ist.
Eine dreistufige Freitreppe führt zum mittig gelegenen, einstigen Haupteingang. Nach Einzug der Franziskanerinnen und der damit einhergehenden Einrichtung einer Hauskapelle im Erdgeschoss des Hauses musste der Eingang vermauert werden und wurde zu einer Nische umgestaltet, die von einem etwa kniehohen schmiedeeisernen Gitter umgeben ist. Es zeigt die Jahreszahl 1752 sowie die ineinander verschlungenen Buchstaben LV und stammt ursprünglich von dem Balkon im ersten Obergeschoss des Hauses direkt über dem Eingang. In der Nische steht eine Statue des heiligen Franziskus. Über der einstigen Balkontüre befindet sich eine reichverzierte Kartusche aus der Barockzeit, welche die Inschrift MDCCLII (1752) zeigt. Die Buchstaben aus dem einstigen Balkongitter wiederholen sich in den Fensterkörben des ersten Geschosses.
Die rückwärtige Fassade des Gebäudes besitzt eine völlig andere Gestaltung. Das Mauerwerk besteht aus Sand- sowie Blaubruchsteinen und wird ebenfalls durch Eckquaderungen in Zahnschnittfolge begrenzt. Schmale Fenster unterteilen die Fassade in sechs Achsen. Sie kann nur von einem auf der Rückseite des Hauses liegenden Hof betrachtet werden. Von dort ist auch der ehemalige Dienstbotentrakt erreichbar, der sich dem Haupthaus nach Süden anschließt. Er stammt wahrscheinlich aus dem beginnenden 19. Jahrhundert und würde über einem älteren Kern errichtet. Der zweigeschossige Flügel besitzt ein ziegelgedecktes Satteldach, Eckquaderungen in Zahnschnittfolge und einen schlichten Eingang, dessen gerader Türsturz die Jahreszahl 1747 zeigt.
In südöstlicher Richtung schließt sich dem Hauptbau ein viergeschossiger Trakt an, der in der Anfangszeit wohl als Schererwinkel zur Tuchfabrikation diente. Er besaß ursprünglich nur drei Geschosse, das vierte kam erst im 19. Jahrhundert hinzu. Der Bereich vor dem achtachsigen Bau ist vom Haupthaus durch eine Mauer getrennt. Der damit geschaffene Vorhof kann durch ein Gittertor mit Urnen tragenden Torpfeilern aus Blaustein betreten werden.

### Inneneinrichtung
Von der originalen Inneneinrichtung aus der Mitte des 18. Jahrhunderts ist im Hauptbau noch das Treppenhaus mit einer schweren, gewendelten Balustertreppe erhalten. Der Fußbodenbelag dieses Raums weist in seiner Mitte eine Windrose aus lokal vorkommendem Marmor auf. Der schwarze Marmor stammt aus Theux, während der rote Marmor in der Grube St. Remy in den Ardennen abgebaut wurde. Zudem sind einige Stuckdecken mit Rokokoverzierungen erhalten.
Im Erdgeschoss liegt die schlichte Hauskapelle des Klosters mit einem neugotischen Altar. Daneben befindet sich eine kleine Grabkammer mit der Gruft der Ordensgründerin Elisabeth Koch. Diese ist tagsüber frei zugänglich.

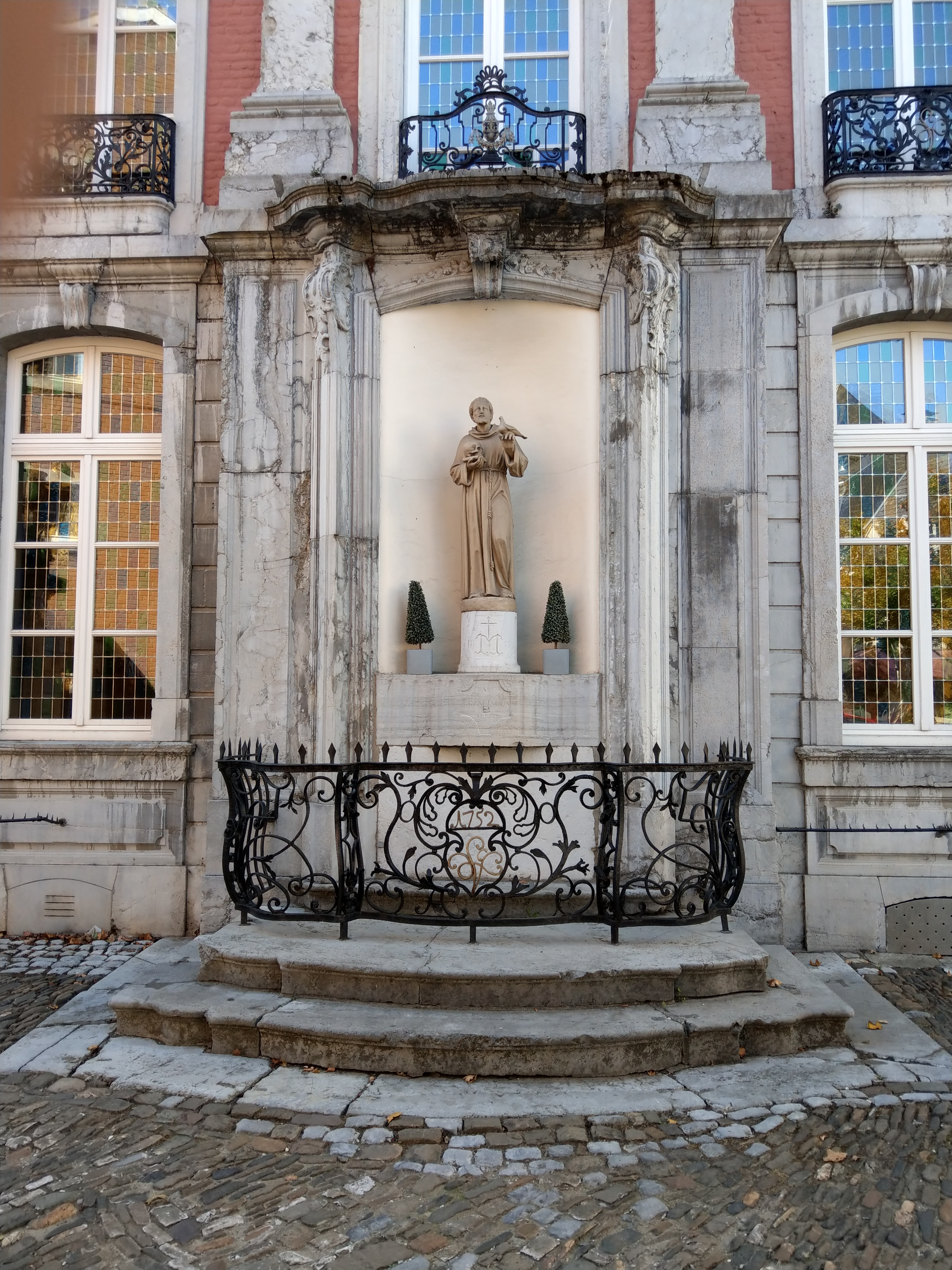
Statuennische
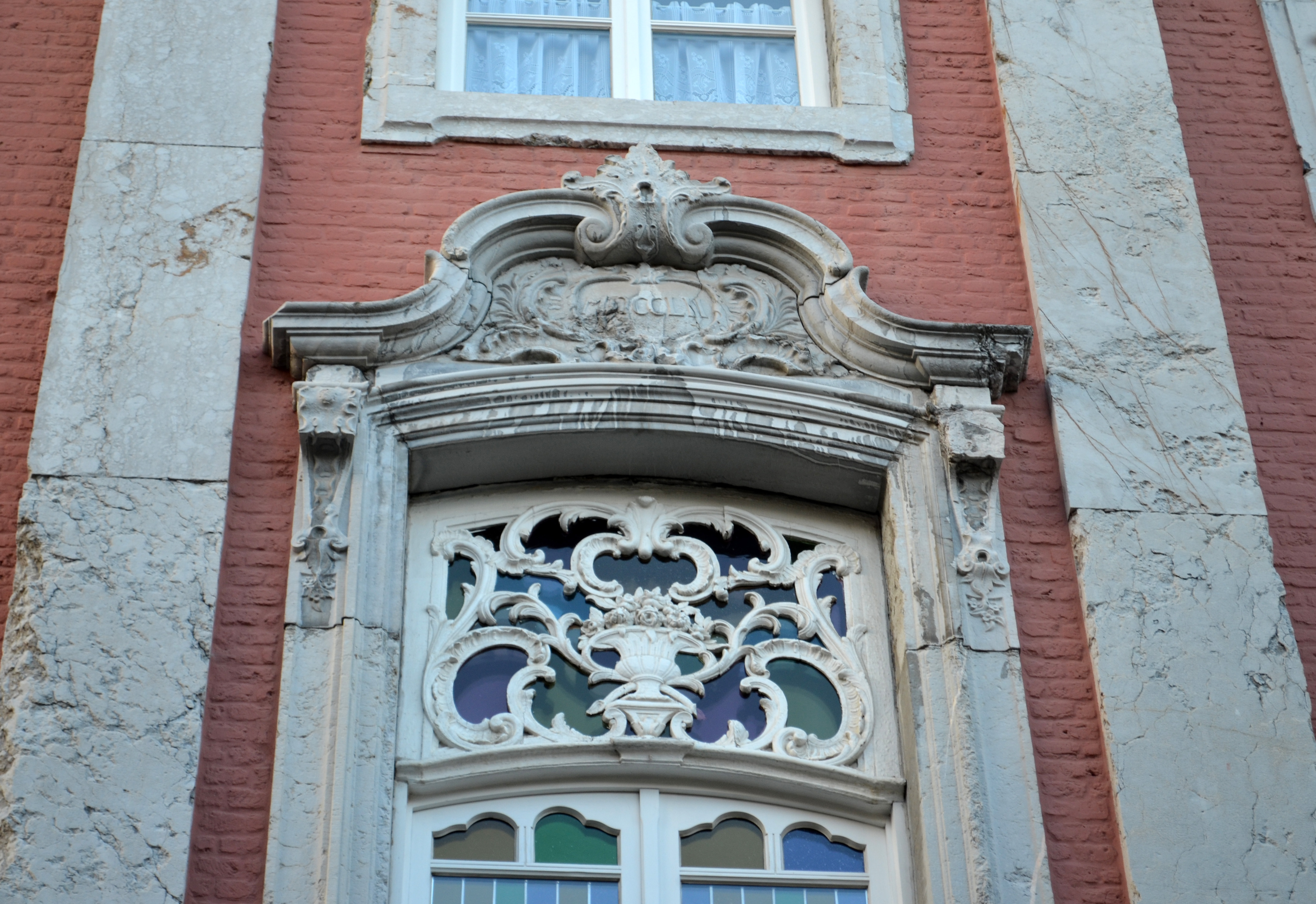
Balkontüre
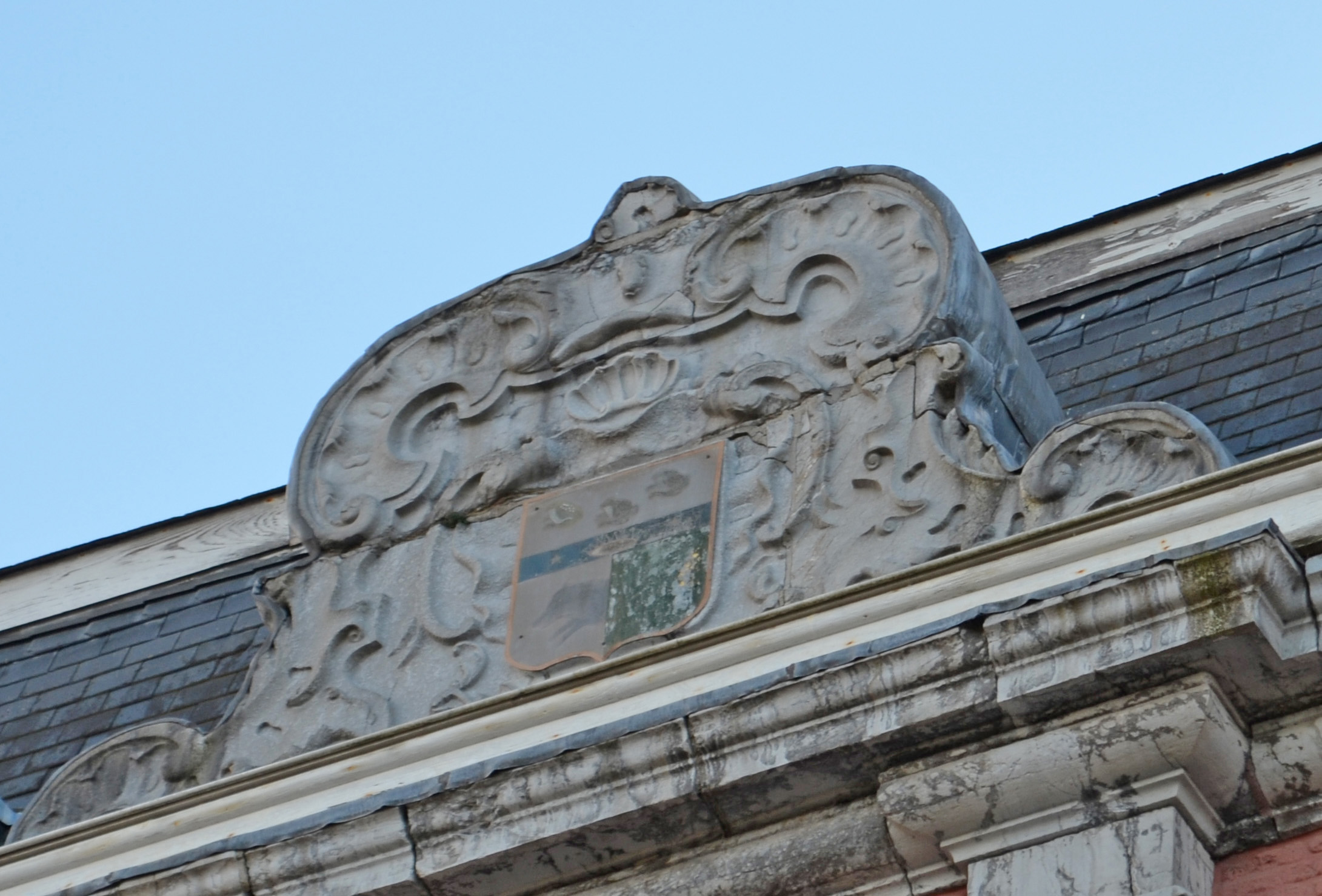
Schweifgiebel mit Wappen
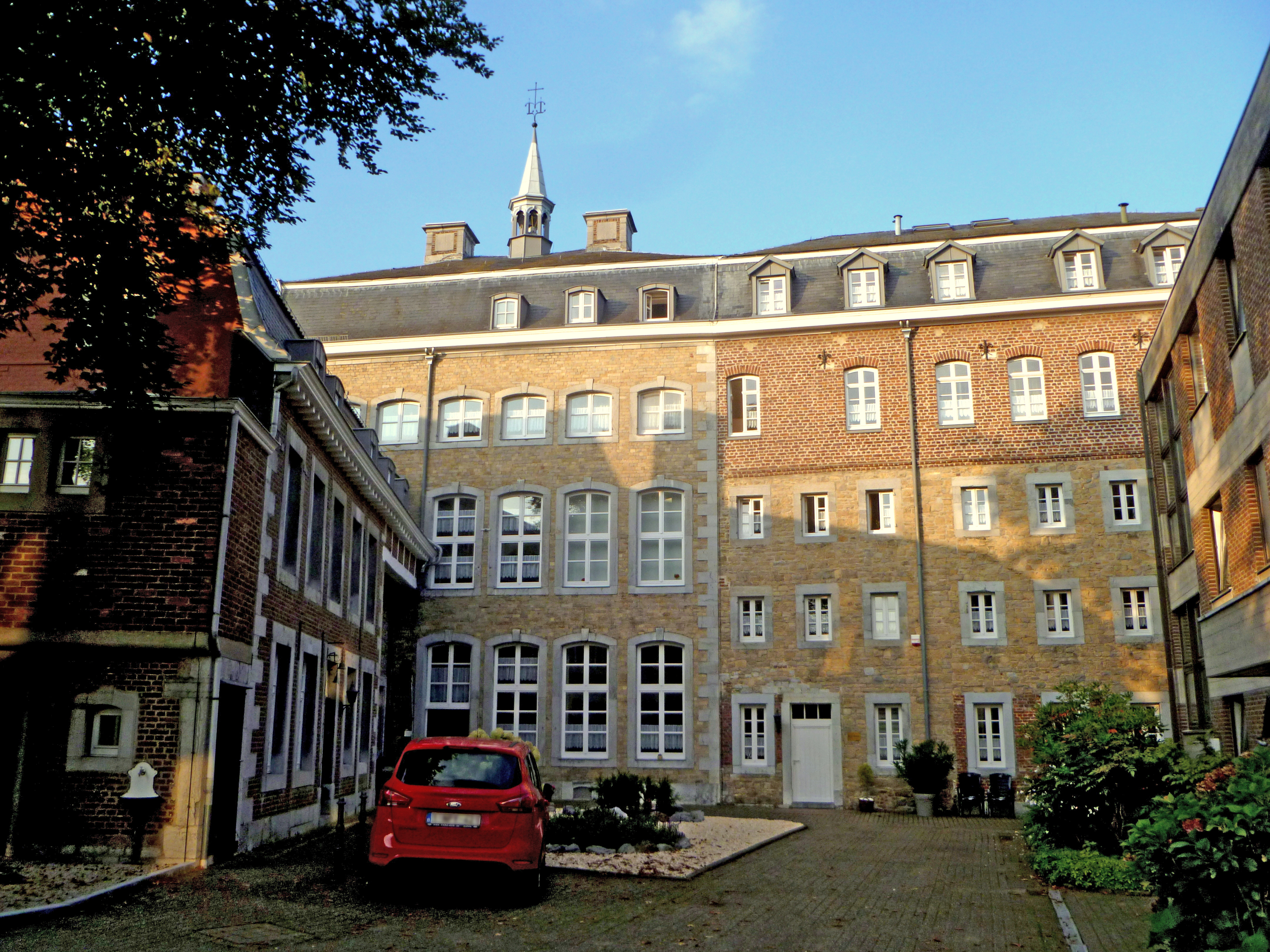
Rückwärtige Fassade
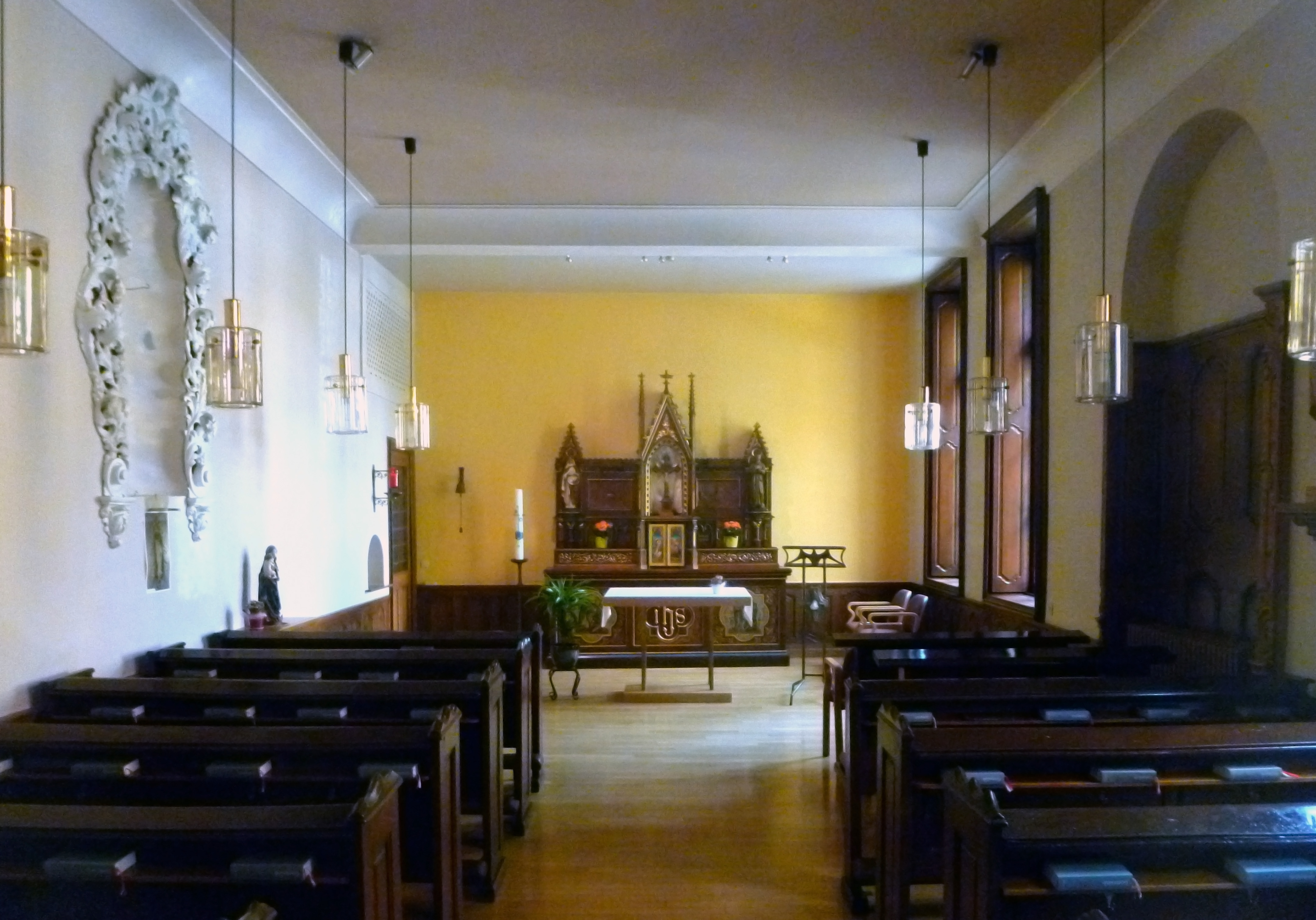
Hauskapelle